# María Faustina Kowalska
María Faustina Kowalska (nacida Helena Kowalska; Głogowiec, Łódź, 25 de agosto de 1905-Łagiewniki, Cracovia, 5 de octubre de 1938) fue una religiosa de la orden de las Hermanas de Nuestra Señora de la Misericordia y mística católica polaca. Sus apariciones de Jesucristo inspiraron la devoción católica a la Divina Misericordia y le valieron el título de Apóstol de la Divina Misericordia. La Iglesia católica la venera como santa y es conocida como Santa Faustina. 
Los teólogos la consideran entre los más notables místicos del Cristianismo. Su misión fue preparar al mundo para la segunda venida de Cristo. Entró a la vida religiosa en 1925 en la congregación de las Hermanas de Nuestra Señora de la Misericordia. 
Su confesor, el beato Michał Sopoćko, le pidió que escribiera sus vivencias en un diario espiritual, que consta de varios cuadernos. Así pues, no por su voluntad sino por mandato de su confesor, dejó escritas sus vivencias místicas en unas seiscientas páginas. Fue canonizada por Juan Pablo II el 30 de abril de 2000, día en que también instituyó la fiesta de la Divina Misericordia.

## Infancia y adolescencia
Santa Faustina nació en el seno de una familia campesina en la aldea de Głogowiec, en Świnice Warckie, voivodato de Łódź, Polonia, en 1905. Era la tercera de ocho hermanos, hijos del matrimonio de Stanislaus, carpintero y agricultor, y Marianna Kowalska, que los educaron con gran disciplina espiritual, sobre todo su padre. Como la familia era muy pobre, Faustina no asistió a la escuela más que tres años. Como ella y sus hermanas sólo tenían un buen vestido, habían de turnarse para ir a Misa, de modo que cada una asistía a una misa diferente.
A los 9 años tomó la Primera Comunión en la iglesia de San Casimiro. Antes de entrar al convento, en 1919, trabajó como sirvienta en casa de unos amigos de la familia Bryszewski en Aleksandrów, cerca de Łódzki. Más adelante, en 1922, viajó a Łódź y trabajó  un año en la tienda de Marjanna Sadowska para mantenerse y ayudar a la familia. Al finalizar ese trabajo marchó a Varsovia con la intención de entrar en un convento, pero la superiora le recomendó reunir una pequeña dote para su ajuar, lo que la llevó  a trabajar como sirvienta o doméstica otro año, hasta 1925.

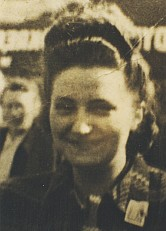
Santa Faustina con 18 años de edad

A los 18 años, Faustina, que ya desde los siete sentía una vocación religiosa, pidió a sus padres permiso para entrar en un convento, pero ellos no se lo dieron. Tras esa negativa, decidió entregarse a las vanidades de la vida, sin hacer caso a la voz de la gracia, aunque su alma, sintiendo continuamente la llamada, en nada tenía satisfacción. Ello le daba un gran tormento que intentaba sanar con más distracciones. Evitaba a Dios y con toda su alma se inclinaba hacia las criaturas, pero, según ella, la gracia divina terminó por ganar su alma.
Cuenta que un día tuvo una experiencia que marcó su vida: Al ir a un baile con su hermana Josefina, mientras todos se divertían, ella sufría y sentía una gran tristeza. Entonces, mientras estaba bailando, vio a Jesús crucificado, cubierto de llagas, dirigiéndole este mensaje:

Helena, hija mía, ¿hasta cuándo Me harás sufrir; hasta cuándo Me engañarás?

Faustina disimuló lo sucedido para que su hermana no se diera cuenta, y en cuanto pudo abandonó discretamente el baile. Este suceso la hizo salir de la fiesta para dirigirse a la iglesia más cercana, la catedral de San Estanislao de Kostka. Al llegar pidió al Señor que le dijera qué era lo que debía hacer. Después de una profunda oración y de pedir perdón, cuenta que escuchó estas palabras:

Ve inmediatamente a Varsovia; allí entrarás en un convento.

A la mañana siguiente, sólo con la ropa puesta, sin el permiso de sus padres y habiéndose despedido sólo de una de sus hermanas, tomó un tren a Varsovia con intención de entrar en un convento, sin conocer a nadie en aquella ciudad. Al llegar, entró en la primera iglesia que encontró, que fue la iglesia de Santiago, en la calle Grojeka. Asistió a la misa y, al acabar, pidió orientación al Padre Dabrowski, que le recomendó a la señora Lipszcowa, mujer muy católica con la que se hospedó mientras buscaba un convento.

## Entrada en el convento

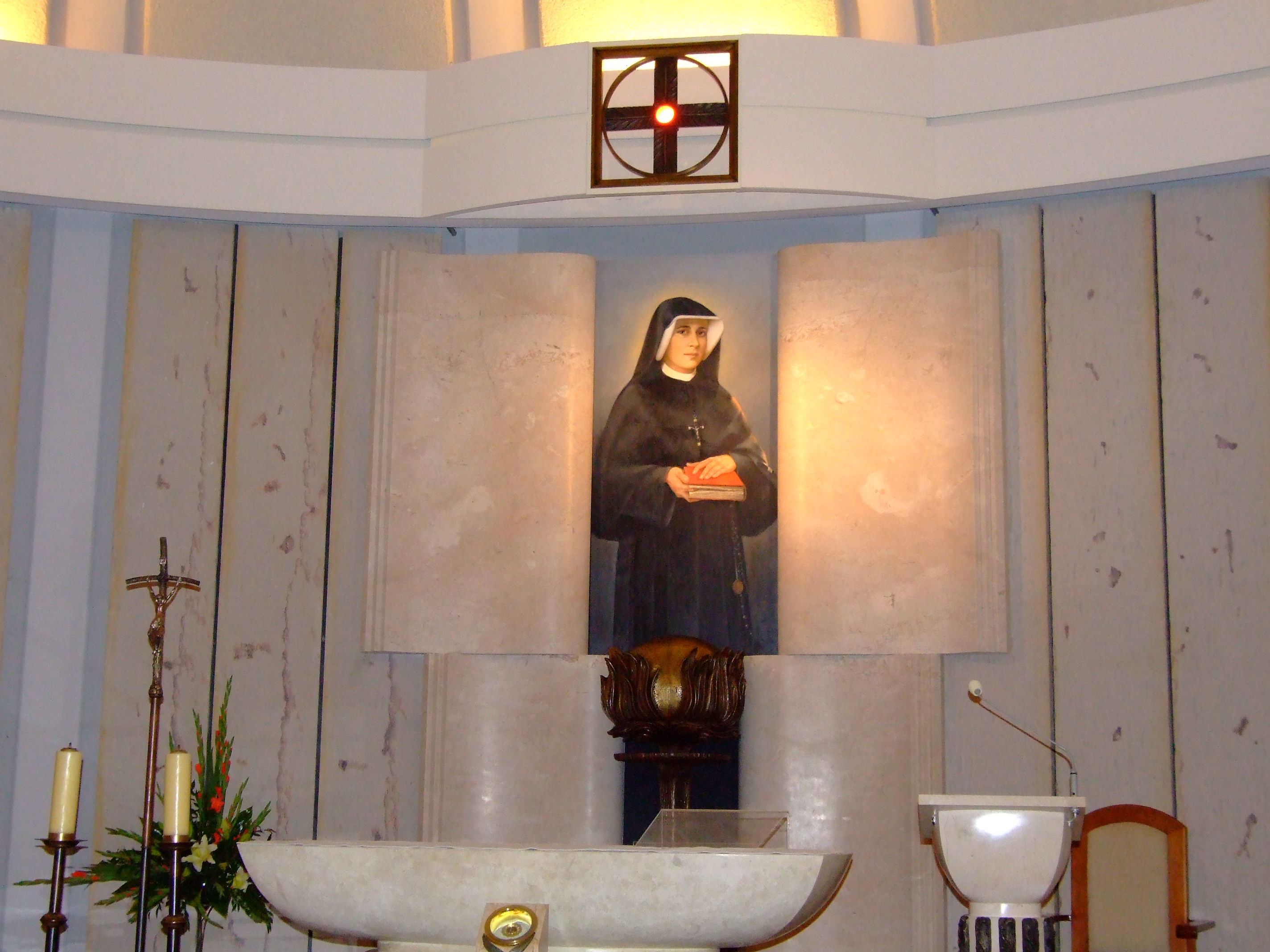
Capilla de Santa Faustina en el Santuario de la Divina Misericordia (Cracovia, Polonia)

La pobreza de Faustina Kowalska era tan extrema que no le permitía entrar en ningún convento. Finalmente se dirigió a la Casa Madre de la Congregación de las Hermanas de Nuestra Señora de la Misericordia, en la que por fin fue atendida, y tras un año de ahorro para poder pagarse un ajuar, en agosto de 1925, fiesta de Nuestra Señora de los Ángeles, pudo entrar como postulante. Semanas después de su entrada en el convento tuvo tentaciones de abandonar, pero, según sus memorias, el Señor se presentó nuevamente en su celda para pedirle que no lo hiciera. En ese convento trabajó en la cocina y se le encomendó la tarea de limpiar el cuarto de la Madre Barkiewez y cuidarla durante su enfermedad. A principios de 1926, fue enviada al noviciado de Józefów, en Cracovia, para terminar su periodo de postulante, y el 30 de abril, a los 20 años, tomó el hábito como novicia, con el nombre de Sor María Faustina del Santísimo Sacramento. El nombre de «Faustina» significa «bendecida», «afortunada» y podía ser una referencia al mártir cristiano Faustinus.
Faustina no sabía nada del convento en el que ingresó, pero fue advertida de que ingresaría allí como una hermana lega y que, por su bajo nivel de escolaridad, quizás no alcanzase en la orden niveles más altos que los consistentes en actividades de cocina, limpieza y jardinería.

## Vida religiosa
En abril de 1928 hizo votos como monja y sus padres estuvieron presentes en la ceremonia. Un año más tarde Faustina fue enviada a un convento de Vilna, Lituania, donde también trabajó como cocinera y se quedó poco tiempo. Regresó a este lugar más adelante, ocasión en que se encontró con Michał Sopoćko que apoyó su misión. Un año después de su regreso de Vilna, en mayo de 1930, fue trasladada a un convento en Płock, en Polonia, donde se quedó casi cinco años. Faustina fue monja durante una década ya que falleció en octubre de 1938.

### Postulantado

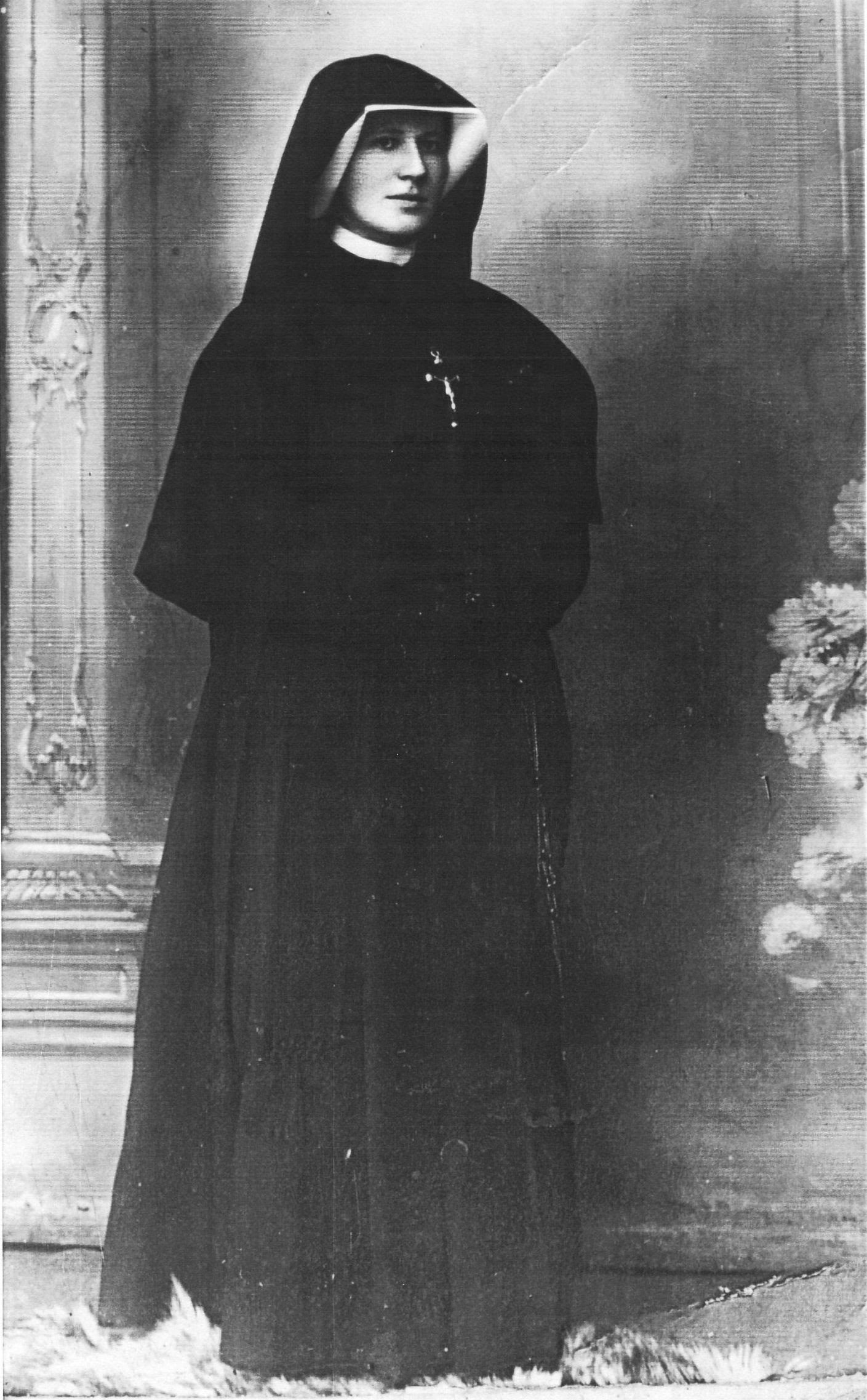
La Hermana Faustina en 1931.

El 2 de agosto de 1925, fiesta de «Nuestra Señora de los Ángeles», empezó a formar parte de la Congregación como postulante y pocas semanas después tuvo la tentación de dejar el convento. Llegó a buscar a la Madre Superiora, pero no la encontró y se retiró a su dormitorio. Allí tuvo una visión de  Jesús con su rostro desfigurado por las llagas. Ella le preguntó: «Jesús, ¿quién te hirió tanto?» Jesús respondió: «Este es el dolor que me causarías si hubieras abandonado este convento. Aquí es donde te he traído y no a otro sitio, y he preparado para ti muchas bendiciones». Ella comprendió que el plan de Dios para ella era que se quedara allí, donde trabajó en la cocina y se encargó de cuidar a la Madre Barkiewez durante su enfermedad, así como de asear su habitación. En su condición de postulante tuvo oportunidad de familiarizarse con los ejercicios espirituales.
Por su lucha interior, cambio de vida e intensidad que ponía en una y otra cosa, la salud de Faustina empezó a decaer tanto que sus superioras, al verla tan débil y agotada, decidieron enviarla, junto a dos hermanas, a Skolimow, donde la congregación tenía una casa de ejercicios.

### Las apariciones de Jesús Misericordioso

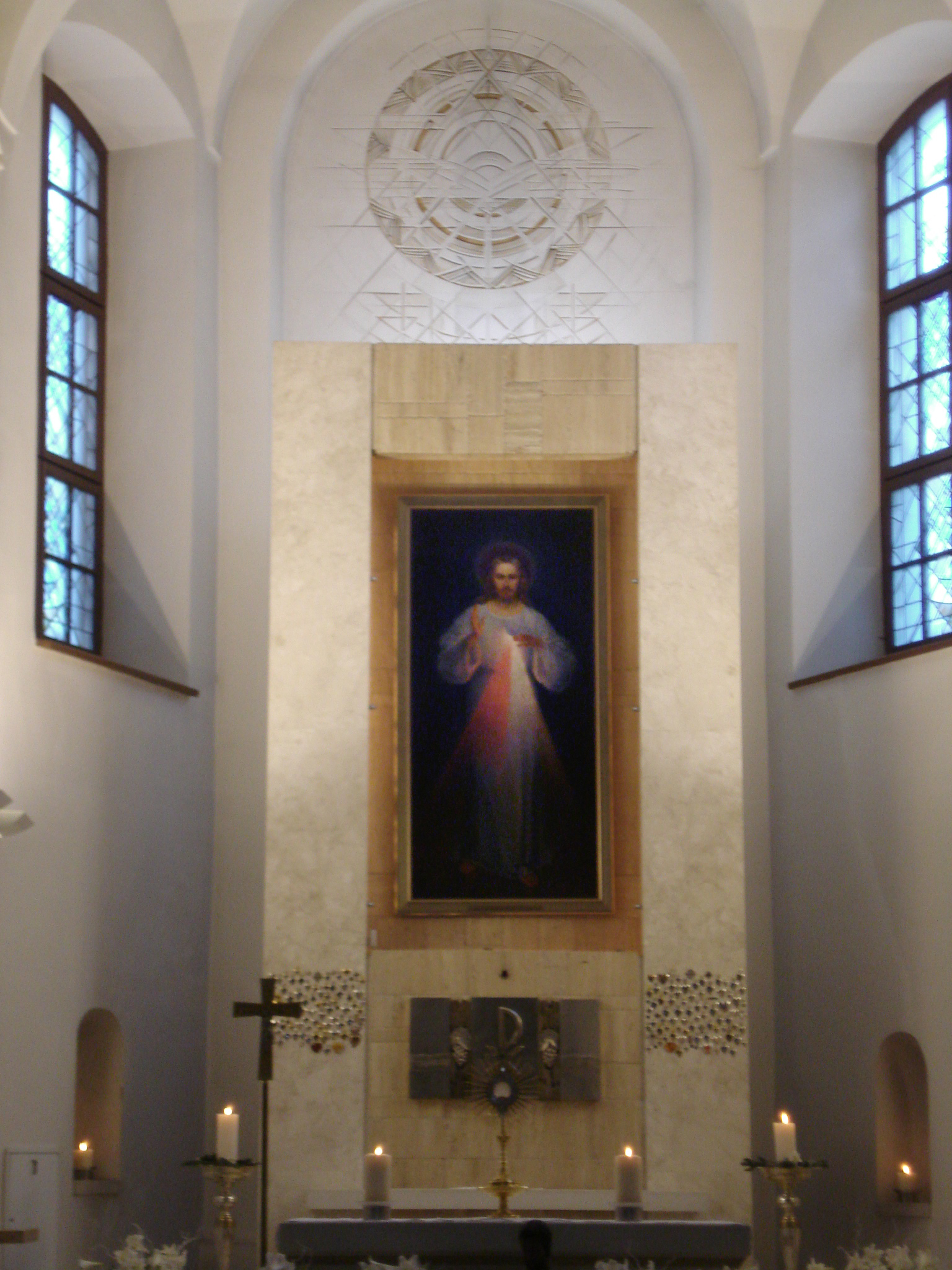
La primera representación de la Divina Misericordia, pintada por Eugenio Kazimirowski, y ubicada en el Santuario de la Divina Misericordia en Vilna, Lituania.

En el otoño del año en que Faustina llegó a Płock aparecieron los primeros síntomas de tuberculosis por lo que fue enviada a una granja de propiedad de su orden religiosa con la intención de que se recuperase. Después de haber mejorado regresó al convento en Płock.
Sor Faustina sostuvo haber tenido la primera revelación de la Divina Misericordia estando en su celda, el 22 de febrero de 1931. La escena de dicha revelación y las palabras que escuchó de los labios de Jesús están plasmadas en su diario (Diario I, sesiones 47, 48 y 49). Según cuenta, entre otras cosas Jesús pidió que pintase una imagen suya. Jesús apareció vestido de blanco y de su corazón emanaban haces de luz roja y blanca. Entre otras cosas Jesús le pidió que pintara una imagen suya, fiel a la imagen que se mostraba ante ella; tal imagen debía contener la inscripción «Jesús, en Ti confío».
Sin saber cómo pintar, Faustina se acercó a otras monjas en el convento de Płock en busca de ayuda, pero no la recibió.  Tres años después, después de su asignación a Vilna, la primera representación artística de la imagen se realizó bajo su dirección.
En el mismo mensaje del 22 de febrero de 1931 sobre la imagen de la Divina Misericordia, Faustina también escribió en su diario (#49) que Jesús le dijo que quería que la imagen de la Divina Misericordia fuera "solemnemente bendecida el primer domingo después de Pascua; aquel domingo será la fiesta de la misericordia". 
Ante la propuesta, se requirió el servicio del pintor Eugenio Kazimirowski, quien realizó el retrato bajo las instrucciones de sor Faustina. La imagen fue presentada y venerada públicamente en Ostra Brama (Vilna, Lituania) entre el 26 y el 28 de abril de 1935; fue la primera imagen pintada del Señor de la Misericordia. Pero la que finalmente se hizo famosa en el mundo entero fue la realizada por Adolf Hyla, ofrecida como agradecimiento por la salvación de su familia de la guerra.
Santa Faustina escribió un diario en el que recogió los mensajes que recibió de Jesús. De aquí surgió la devoción a la Divina Misericordia, la cual considera que la principal prerrogativa de Jesús es la misericordia y que es la última tabla de salvación. Se accede a la misericordia por la confianza. Esta devoción está integrada por el mensaje de la Divina Misericordia, la Coronilla de la Divina Misericordia, la Imagen de la Divina Misericordia, la Fiesta de la Divina Misericordia y la Hora de la Misericordia (las 3 p. m.).

### Vilna: el encuentro con el padre Michał Sopoćko
A fines de mayo de 1933, Faustina fue transferida a Vilna para trabajar como jardinera, completando tareas que incluían el cultivo de vegetales. Permaneció en Vilna durante unos tres años hasta marzo de 1936. El convento en Vilna solo tenía 18 hermanas en ese momento y consistía en unas pocas casas pequeñas dispersas en lugar de una gran edificación.

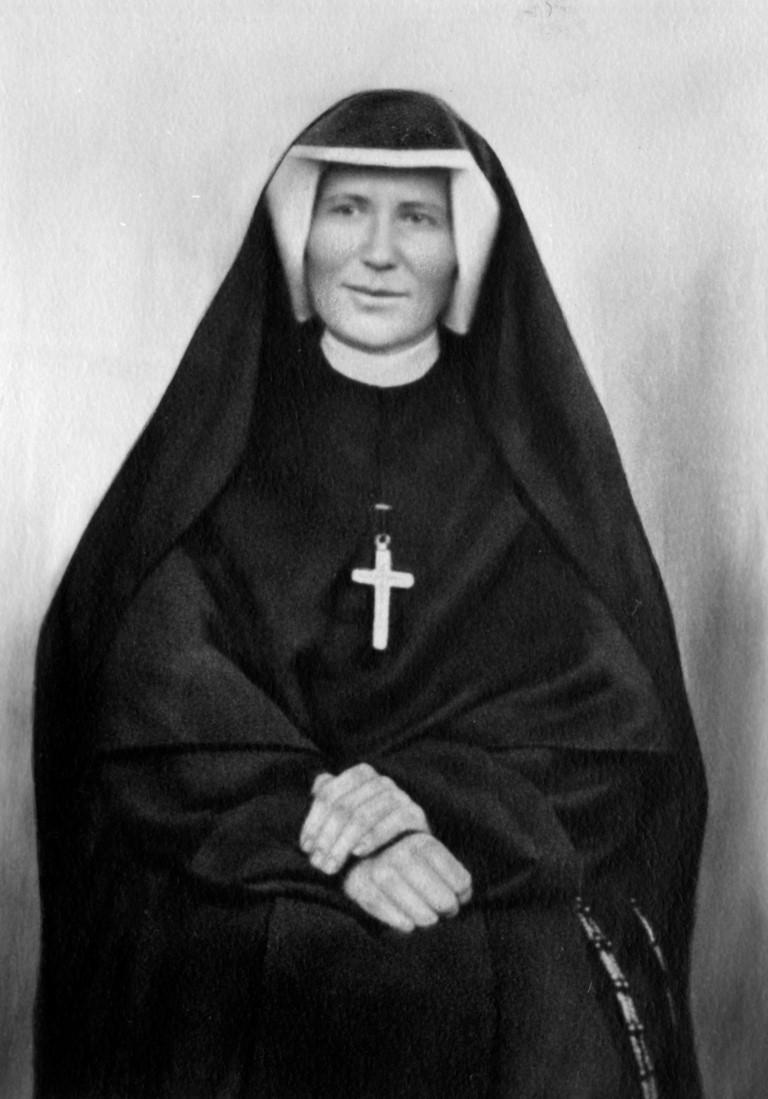
Hermana Faustina antes de 1938.

Poco después de llegar a Vilna, Faustina conoció al padre Michał Sopoćko, el recién nombrado confesor de las monjas. Sopoćko también fue profesor de teología pastoral en la Universidad Stefan Batory (llamada ahora Universidad de Vilna).
Cuando Faustina fue con Sopoćko para su primera confesión, ella le dijo que había estado conversando con Jesús, quien tenía un plan para ella. Tras un tiempo, en 1933 el padre Sopoćko insistió en una evaluación psiquiátrica completa de Faustina por parte de Helena Maciejewska, psiquiatra y médico asociada del convento. Faustina pasó todas las pruebas y fue declarada mentalmente sana.
Desde entonces, Sopoćko empezó a confiar en Faustina y apoyó sus esfuerzos. Él también aconsejó a Faustina comenzar a escribir un diario y que registrara las conversaciones y mensajes de Jesús que ella estaba informando. Faustina contó a Sopoćko sobre la imagen de la Divina Misericordia, y en enero de 1934, él le presentó al artista Eugenio Kazimierowski, también profesor en la misma universidad.
Para junio de 1934, Kazimierowski había terminado de pintar la imagen basada en la dirección de Faustina y el padre Sopoćko. Esa fue la única pintura de la Divina Misericordia que vio Faustina. Una superposición del rostro de Jesús en la Imagen de la Divina Misericordia sobre la ya conocida Sábana Santa de Turín muestra una gran similitud.
Faustina escribió en su diario (#414) que, el Viernes Santo , 19 de abril de 1935, Jesús le dijo que quería honrar públicamente la imagen de la Divina Misericordia. Una semana después, el 26 de abril de 1935, el Padre Sopoćko pronunció el primer sermón sobre la Divina Misericordia, y Faustina asistió al sermón.
La primera misa durante la cual se mostró la imagen de la Divina Misericordia tuvo lugar el 28 de abril de 1935, el primer domingo después del domingo de Pascua, y contó con la presencia de Faustina. Este día también fue la celebración del fin del Jubileo de la Redención del Papa Pío XI . El Padre Sopoćko obtuvo el permiso del Arzobispo Jałbrzykowski para colocar la imagen de la Divina Misericordia dentro de la iglesia de la Puerta del Amanecer en Vilna durante la Misa de ese domingo y celebró la Misa en persona.
El 13 de septiembre de 1935, aún estando en Vilna, Faustina escribió sobre una visión sobre la Coronilla de la Divina Misericordia en su diario (#476). La coronilla es un tercio de la longitud del Rosario. Faustina escribió que el propósito de las oraciones de la coronilla por la misericordia es triple: obtener misericordia, confiar en la misericordia de Cristo y mostrar misericordia a los demás.
En noviembre de 1935, Faustina escribió las reglas para una nueva congregación religiosa contemplativa dedicada a la Divina Misericordia. En diciembre, visitó una casa en Vilna que dijo haber visto en una visión como el primer convento de la congregación.
En enero de 1936, Faustina fue a ver al arzobispo Jałbrzykowski para discutir una nueva congregación para la Divina Misericordia. Sin embargo, él le recordó que ella se comprometió por siempre a su orden actual.  En marzo de 1936, Faustina dijo a sus superiores que pensaba dejar la orden y comenzar una nueva dedicada específicamente a la Divina Misericordia, pero fue transferida a Walendów, suroeste de Varsovia. Informó que Jesús le dijo: "Hija Mía, haz lo que esté a tu alcance para difundir la devoción a Mi Divina Misericordia, Yo compensaré lo que te falte".

## Sus últimos días

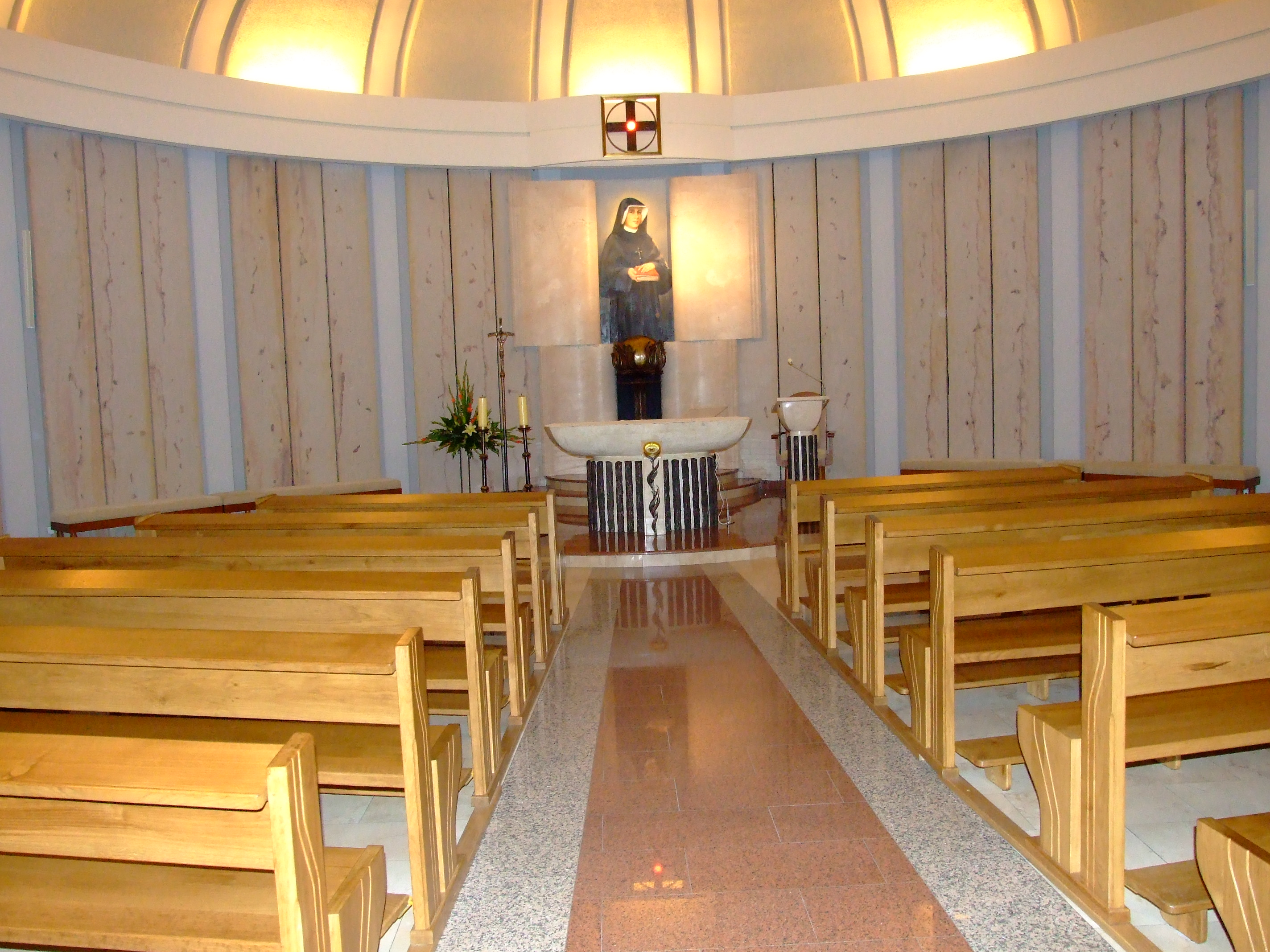
Capilla en honor de santa María Faustina Kowalska, en el Santuario de la Divina Misericordia en Cracovia-Łagiewniki. Sus reliquias descansan en el altar de la capilla.

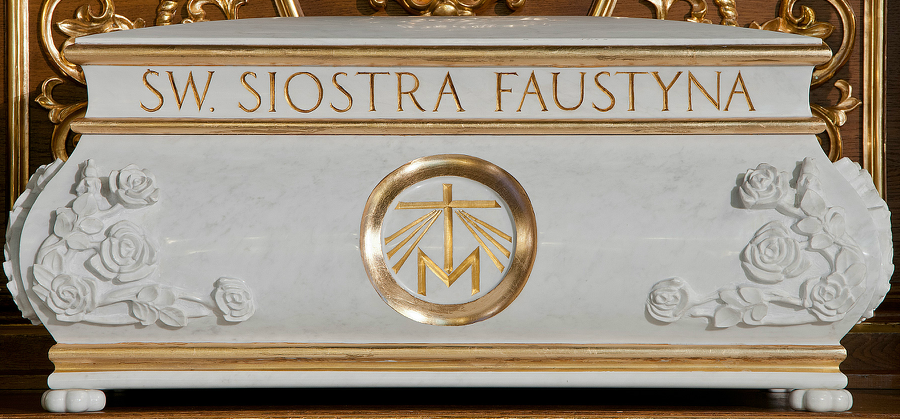
Urna con las reliquias de Santa Faustina Kowalska en Cracovia-iewagiewniki.

En los últimos años de su vida, aumentaron los sufrimientos interiores de tipo espiritual y las dolencias del cuerpo: se desarrolló la tuberculosis que atacó sus pulmones y sistema digestivo. A causa de ello se le internó dos veces en el hospital de Pradnik, durante varios meses. Falleció el 5 de octubre de 1938, a los 33 años, de los cuales 13 fueron vividos en el convento.
Su funeral fue dos días después, en la fiesta de Nuestra Señora del Rosario. Su cuerpo fue sepultado en el cementerio de la comunidad, en el jardín de la casa de la congregación de las hermanas de la Madre de Dios de la Misericordia en Łagiewniki, Cracovia. El 25 de noviembre de 1966 sus restos fueron llevados a la capilla, más tarde consagrada como Santuario de la Divina Misericordia de Cracovia. Tras su beatificación, sus reliquias se depositaron en el altar de la capilla.

## Beatificación y canonización

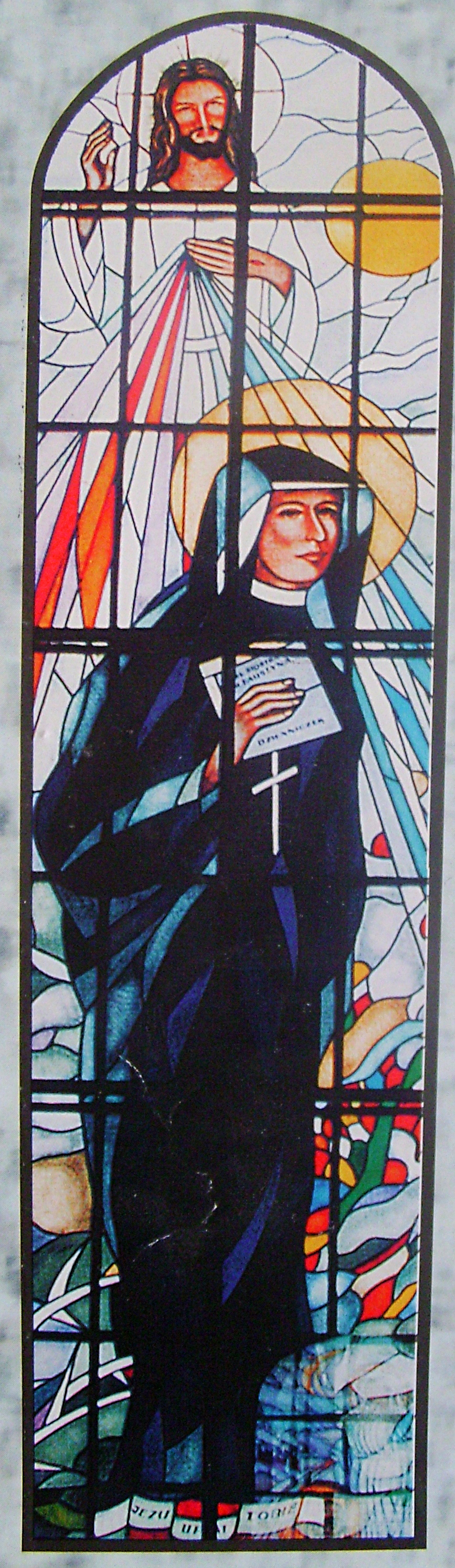
Sta. María Faustina Kowalska en un vitral de la iglesia de Bączal Dolny.

Veintisiete años después de la muerte de sor Faustina comenzó el proceso de canonización. Fueron presentados a consideración dos casos de sanaciones milagrosas. El primero fue en Massachusetts a la Sra. Maureen Digan y el siguiente milagro fue la sanación de una condición congénita del corazón del Padre Pytel en el día del aniversario de la muerte de sor Faustina, el 5 de octubre de 1995.
El 18 de abril de 1993, día de la Fiesta de la Divina Misericordia (Segundo Domingo de Pascua), Juan Pablo II declaró beata a Sor Faustina frente a una multitud de devotos de la Divina Misericordia en la plaza de San Pedro en Roma.
María Faustina Kowalska fue canonizada el 30 de abril de 2000, segundo domingo de Pascua, día al que la Iglesia católica denomina también Domingo de la Divina Misericordia. El Santo Padre presidió la ceremonia de canonización ante una gran multitud de peregrinos de la Divina Misericordia. 
El 2011, en ocasión del 2.º Congreso mundial de la Divina Misericordia, se le dirigió una carta a Benedicto XVI solicitando abrir el dossier que estudie la posibilidad de proclamar a María Faustina Kowalska doctora de la Iglesia.

## Las promesas de la Divina Misericordia
Por la devoción a esta imagen y a la coronilla que encomendó a Faustina, Jesús prometió conceder las siguientes gracias espirituales:
1. Por la veneración de la imagen, el alma que la venera no perecerá;
2. Por la veneración de la imagen, el alma será defendida como gloria de Cristo;
3. Por la veneración de la imagen, el alma tendrá un recipiente con que puede ir a la Fuente de la Misericordia para recoger gracias;
4. Por la veneración de la imagen, al alma que viva a la sombra de ellos [de los rayos de la Misericordia] no le alcanzará la justa mano de Dios;
5. Por la Hora de la Divina Misericordia (D. 1320), nada le será negado al alma que lo pida por los méritos de Su Pasión;
6. Por la propagación de la Divina Misericordia durante toda su vida, el alma será protegida por Cristo como una madre cariñosa protege a su niño recién nacido, y a la hora de la muerte, no será para ella Justo Juez, sino Salvador Misericordioso;
7. Por acercarse a la Fuente de la Vida (Cristo) el día de la Fiesta de la Divina Misericordia, el alma recibirá el perdón total de las culpas y de las penas;
8. Por la Novena, las almas que sean presentadas a Cristo (las mencionadas en la novena) van a sacar fuerzas, alivio, y toda gracia que necesiten para afrontar las dificultades de la vida, especialmente en la hora de la muerte;
9. Por la Coronilla de la Divina Misericordia, serán envueltas por Su Misericordia en la vida y especialmente a la hora de la muerte;
10. Por la Coronilla de la Divina Misericordia, Cristo se complace en dar todo lo que Le pidan;
11. Por la Coronilla de la Divina Misericordia, a los pecadores empedernidos (cuando la recen), Cristo colmará sus almas de paz y a la hora de su muerte serán felices;
12. Con almas que recurran a Su Misericordia y con las que la glorifican y la proclaman, en la hora de la muerte, Cristo se comportará según Su infinita misericordia.

## Santa Faustina en la literatura y las artes
Se han escrito libros sobre Santa Faustina, se han realizado documentales y películas sobre su vida y el proceso de canonización, por ej:
- Tiempo de Misericordia, narrado por Roberto Gutiérrez, para los Misioneros de la Inmaculada Concepción y EWTN.
- La Historia de Sor Faustina: La Apóstol de la Divina Misericordia, de John Paddy Nolan y el Padre Serafín Michalenko, para EWTN.
- Faustina, apóstol de la Divina Misericordia, de Jerzy Łukaszewicz, protagonizada por Dorota Segda.
- La Divina Misericordia, de Michał Kondrat, protagonizada por Kamila Kamińska.